# معركة حصن روطة
معركة حصن روطة هي معركة وقعت عام 371 هـ/981 م قرب بلدة روطة التابعة لبلد الوليد في إسبانيا بين قوات الدولة الأموية في الأندلس بقيادة الحاجب المنصور وتحالف قوات الممالك المسيحية ليون ومملكة نافارا وقشتالة بقيادة راميرو الثالث ملك ليون وغارسيا فرنانديث كونت قشتالة وسانشو الثاني ملك نافارا. انتهت المعركة بهزيمة كارثية للممالك المسيحية أدى إلى تمرد نبلاء جليقية على راميرو الثالث، ومن ثمّ خلعه وتنصيب برمودو الثاني ملك ليون. وقعت المعركة على بعد 32 كم جنوب غرب بلد الوليد، وقد جاءت تلك الهزيمة بعد هزيمة أخرى للقوات المسيحية في معركة شنت بجنت.